# Цісарсько-королівська артилерія (Австро-Угорщина)
Цісарсько-королівська артилерія (Австро-Угорщина) (нім. Österreichisch-Ungarische Artillerie) була складовою частиною Збройних сил Австро-Угорської імперії (нім. Österreichisch-Ungarische Landstreitkräfte).

## Поділ артилерії

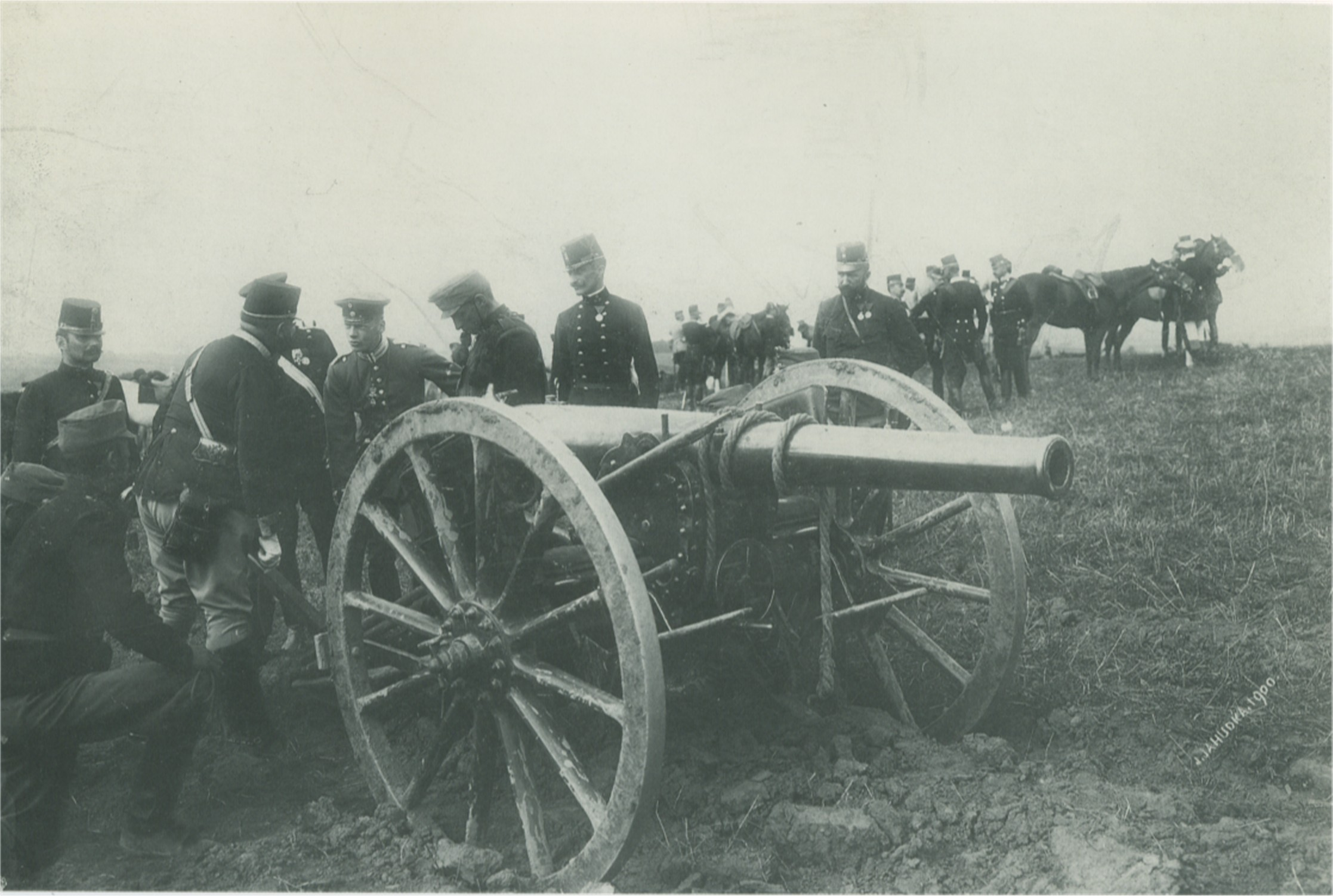
Польова артилерія на меневрах. 1900

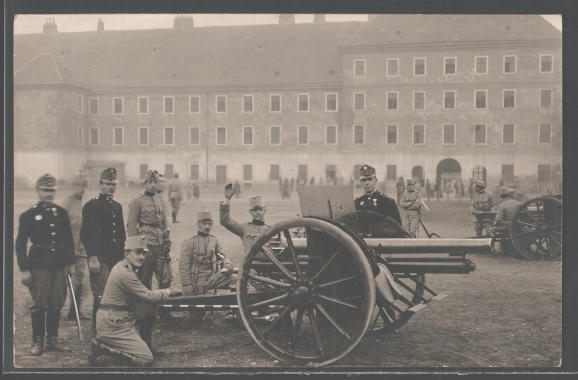
Польова артилерія на маневрах. 1908

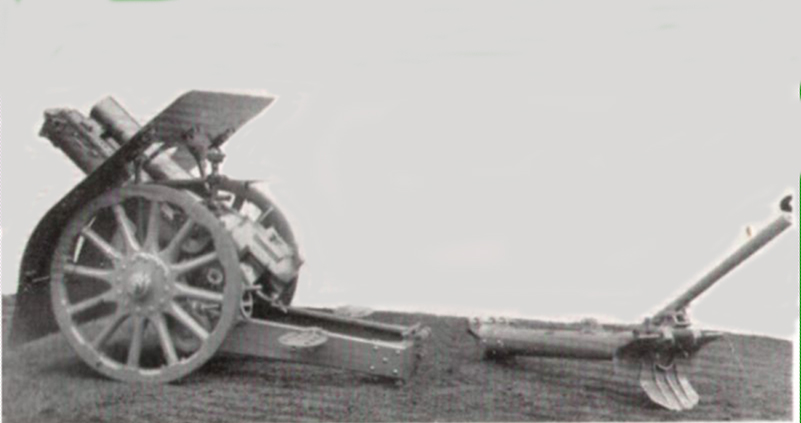
100 мм гірська гаубиця

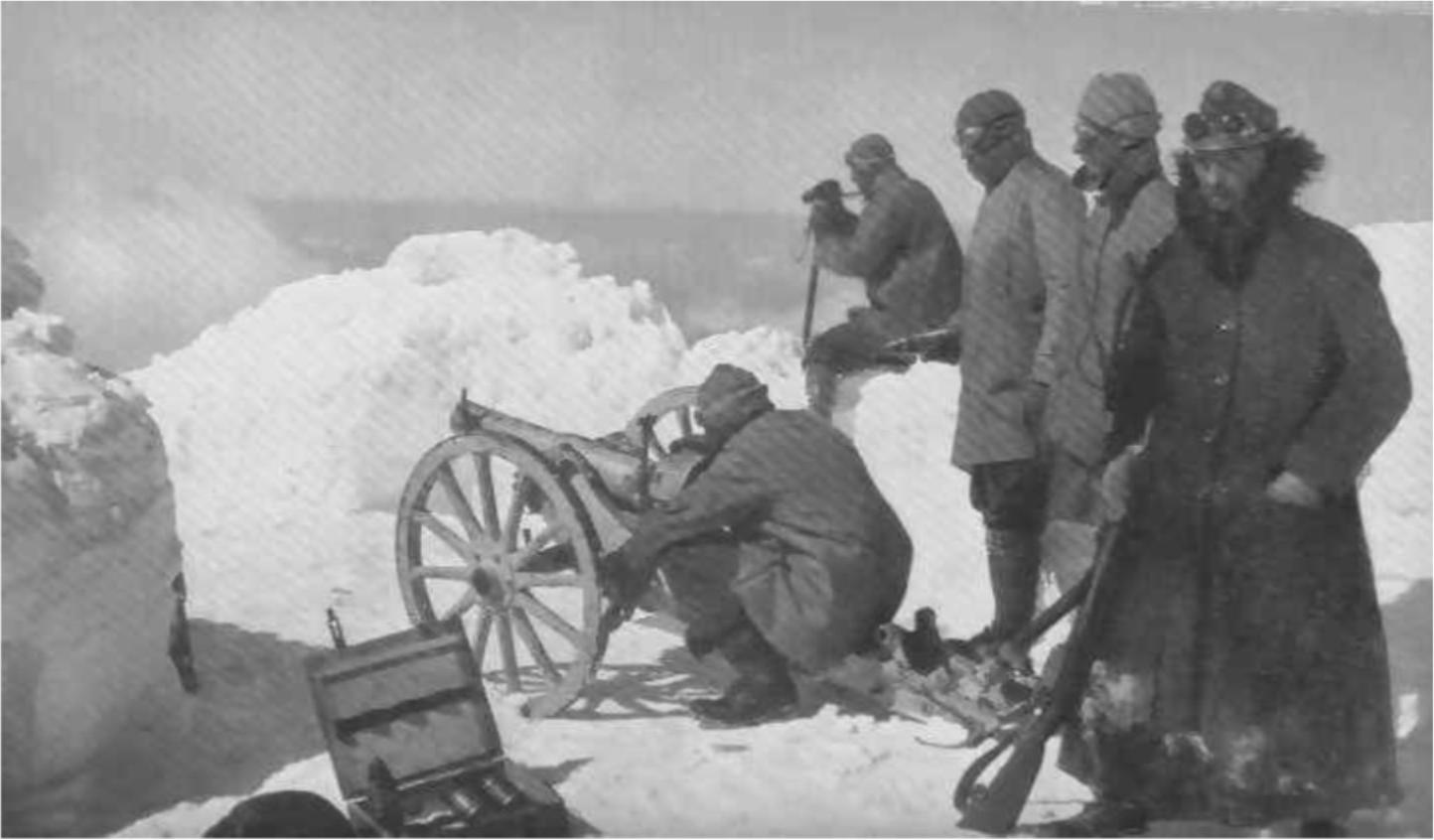
70 мм гірська гармата М.99

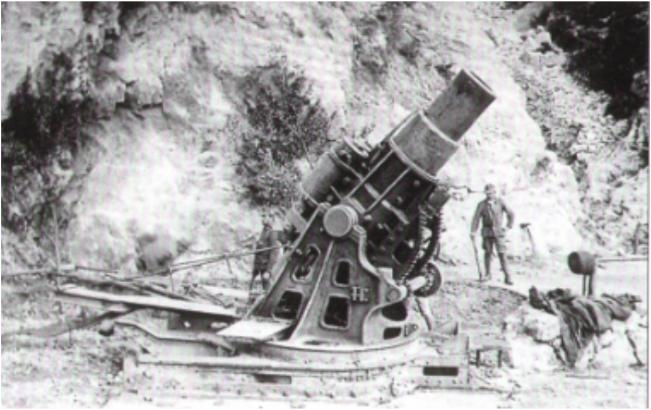
305 мм фортечна мортира

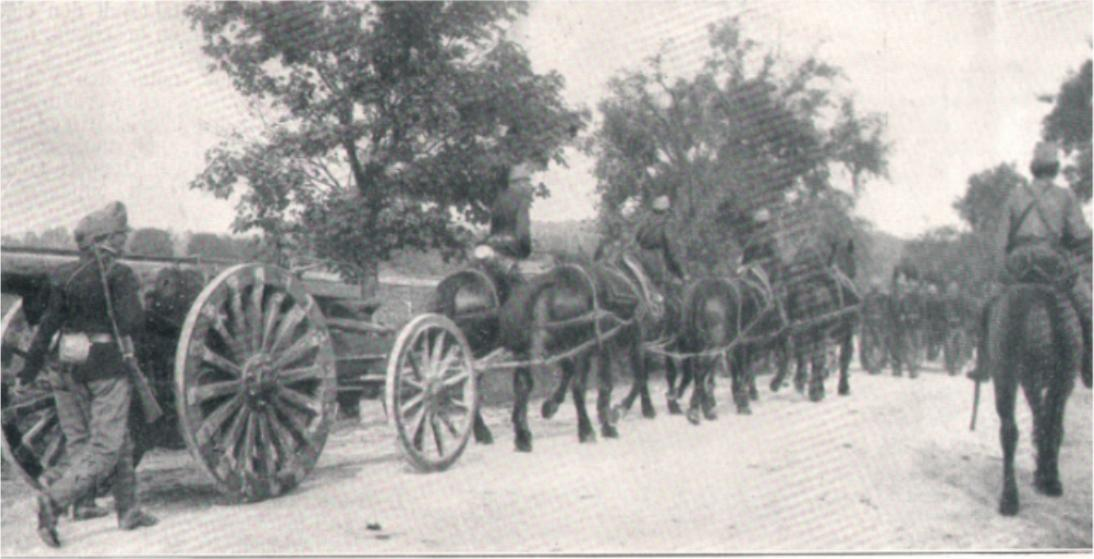
120 мм фортечна гармата М.80 на марші

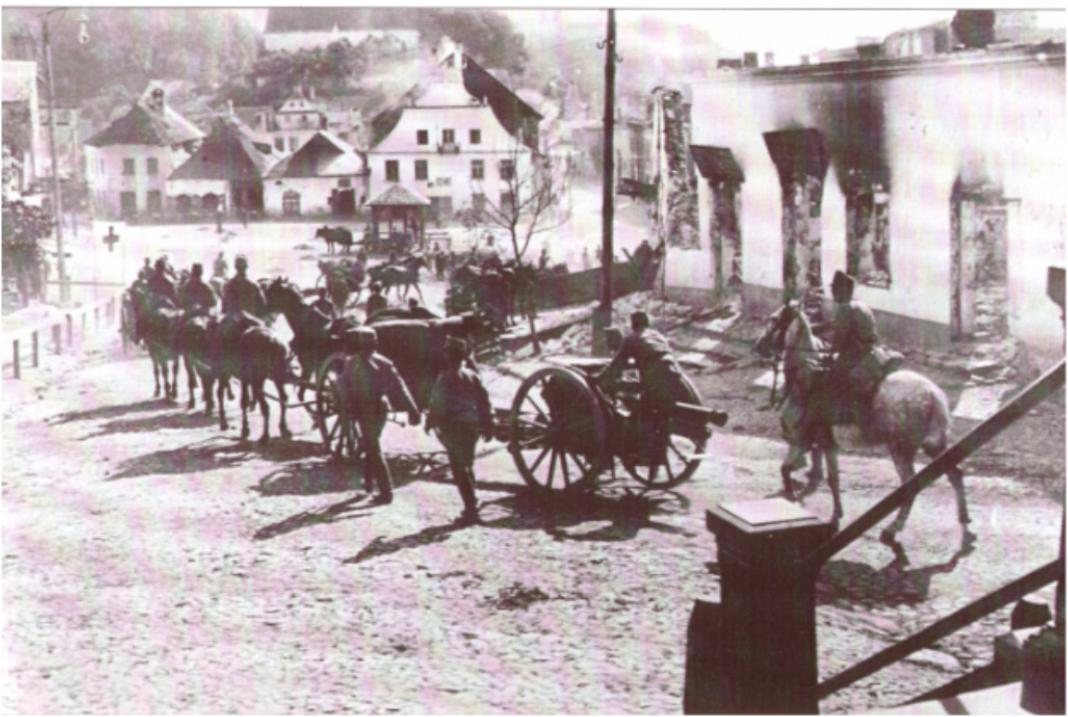
Польова артилерія на марші

У мирний час артилерія складалась з:
- Польової артилерії
- Фортечної артилерії
- Гірської артилерії
- Технічної артилерії (нім. Technische Artillerie) (артилерійські арсенали)
- Артилерійських навчальних закладів, полігонів.

## Польова артилерія
У підрозділах ц.к. артилерії Ландверу польова артилерія складалась з восьми полків польових гармат і восьми полків польових гаубиць, а у к. Ландвері (Гонвед) було вісім полків польових гармат і один мобільний дивізіон кінної артилерії. Основним виробником польових гармат з високими технічними характеристиками була компанія «Шкода» у Плзені. Це дозволило їх використовувати без значних модернізацій до кінця війни, хоча через довоєнну економію на початок війни резерв гармат був доволі обмеженим. До польової артилерії належали: гармати
- 8 см польова гармата М.99
- 8-см гармата М.5
- 8-см польова гармата M. 17
- 8 см польова гармата М.18
- 9 см польова гармата M 75/96
- 90 мм М.75 і М.75/90
- 10 см польова гармата М.99
- 104 мм гармата М.15
- 15 см польова гармата М.94
- 15 см польова гармата М.14
- 15 см польова гармата М.15
- 15 см автогармата М.15/16

гаубиці
- 10-см польова гаубиця М.14
- 15-см важка польова М.14
- 15-см важка польова гаубиця М.15
- 24 см мортира М.98

міномети
- 8 см міномет М.15
- 9 см міномет М.14
- 9 см міномет М.17
- 10,5 см міномет М.15
- 14 см М.15
- 12 см міномет М.15
- 12 см міномет М.16
- 15 см міномет М.15 М. Е.
- 20 см міномет М.16
- 22,5 міномет М.15
- важкі 26-см М.17

## Фортечна артилерія
Фортечна артилерія використовувалась на обладнаних позиціях для захисту фортифікацій в час ворожого наступу. На час війни було прийнято на озброєння декілька нових типів важких гармат.
До фортечної і облогової артилерії належали: гармати
- 10-см баштова гаубиця T.H. M9
- 12 см гармата М.80
- 15 см гармата М.80
- 18-см коротка гармата М80
- 240-мм гармата М16,
- 350-мм корабельні гармати L/45 M 15
- 35 см морська гармата L/45 M.16

гаубиці, мортири
- 15 см мортира М.80
- 21 см мортира М.16/18
- 24 см мортира М.98
- 24 см мортира М.16
- 30,5 см мортира М.11
- 30,5 см мортира М.16
- 10-см баштова гаубиця T.H. M9
- 15-см баштова гаубиця 1
- 380 мм гаубиця М16,
- 42-см гаубиця М.14, М.16, М.17.

## Гірська артилерія
Під час війни гірська артилерія була озброєна доволі різнотиповими гарматами. Доволі значна частка гармат була застарілою без компенсаторів віддачі. На Італійському фронті у Східних Альпах зокрема ще застосовувалась бронзова 65-мм гірська гармата зразка 1861 року.
До гірської артилерії належали: гармати
- 70-мм гірська гармата М.99
- 75-мм гірська гармата М 15
- 100 мм гірська гармата М.99
- 100 мм гірська гармата М.8
- 10-см гірська гармата М.16, гаубиці
- 100 мм гірська гаубиця.

## Технічна артилерія
Технічна артилерія займалась теорією розвитку артилерії, підготовкою артилерійських інженерів. Вони розробляли технічні вимоги для розробки нових артилерійських систем, матеріалів для гарматних цівок, вибухових матеріалів, пороху. Артилерійський арсенал у Відні складався з артилерійської фабрики, складу для необхідних матеріалів, відділу підготовки спеціалістів для виробництва і прийомної комісії вироблених гармат.
Фабрика амуніції і артилерійського спорядження знаходилась У Нойштадті, фабрики пороху у Блюменау, Любляни.

## Артилерійські полігони
Поміж 1874—1896 роками проводились 4-6 тижневі прискорені курси підготовки артилеристів. З 1896 почали проводити трьохмісячні курси польової артилерії на полігонах біля міст угорського Тата, трансильванських Сібіу, Ліпова. Новий центральний полігон на 6000 гектарах заклало військове міністерство 1901 біля угорського міста Hajmáskér у комітаті Веспрем з казармами для 250 офіцерів, 2200 вояків, 1120 коней. Тут вопробовували польову і фортечну артилерію.